# Heinz Voetmann
Heinz Voetmann (* 2. August 1928 in Kalkar; † 22. Mai 2025 in Wermelskirchen) war ein deutscher Politiker und Landtagsabgeordneter (CDU).

## Leben und Beruf
Nach dem Besuch der Volksschule absolvierte er eine Werkzeugmacherlehre und legte 1951 in diesem Beruf die Meisterprüfung ab. Er bildete sich in Abendkursen fort, legte die Sonderreifeprüfung ab und studierte am Berufspädagogischen Institut und an der Universität zu Köln von 1952 bis 1955. Nach Ablegung der entsprechenden Prüfungen war er Lehrer an Berufs- und Berufsfachschulen, zuletzt als Studiendirektor.
Ab 1964 war Voetmann Mitglied der CDU. Er war in zahlreichen Parteigremien aktiv, so u. a. von 1968 bis 1975 als Vorsitzender der CDU-Kreispartei Rhein/Wupper.

## Abgeordneter
Vom 28. Mai 1975 bis zum 30. Mai 1990 war Voetmann Mitglied des Landtags des Landes Nordrhein-Westfalen. Er wurde jeweils in den Wahlkreisen 052 Rhein-Wupper-Kreis II bzw. 023 Rheinisch-Bergischer Kreis II direkt gewählt. 
Dem Stadtrat der Stadt Wermelskirchen gehörte er von 1964 bis 1994 an, von 1969 bis 1994 war er Bürgermeister. 1994 ernannte die Stadt Wermelskirchen Voetmann zum Ehrenbürger.